# Cris Delanno
Cristiane  Silva de Britto, mais conhecida como Cris Delanno (Texas, 18 de setembro de 1969) é uma cantora norte-americana, de origem brasileira.

## Biografia
De origem brasileira, ela nasceu no Texas, e absorveu muito do estilo da música americana, integrando, como solista, um coral tipicamente negro, o African American Unity Choir. Bacharel em Musíca Popular Brasileira  pela Universidade Federal do Estado do Rio de Janeiro (UNIRIO) em 2017. Cris começou a cantar no Coral Infantil do Teatro Municipal do Rio de Janeiro aos 5 anos de idade, participando de óperas como La Boheme, Carmen e Tosca.

## Carreira
Já dividiu o palco com Carlos Lyra, Roberto Menescal, Luiz Carlos Vinhas, Andy Summers (The Police), Oscar Castro Neves, Bossacucanova, Ed Motta, Simoninha, Ivan Lins, entre outros.
Dos shows que participou, destacam-se: Nara — Uma Senhora Opinião, Filha da Pátria, Bossa in Concert, Bossa Nova 50 Anos, Festa de Premiação do Grammy Latino, Roskilde Festival (Dinamarca), Ronnie Scott (renomado clube de jazz em Londres), North Sea (Holanda), Get’s Bossa Bova (Japão), BossaCabaret (Paris).
Participou do documentário Coisa Mais Linda (Paulo Thiago), do DVD do show Bossa in Concert, do DVD do grupo Bossacucanova, do programa Som Brasil – Vinicius de Moraes (TV Globo) e Na Base da Bossa (Multishow).
Em 2008, cantou duas versões do cantor Michael Jackson, Beat It e Don't Stop 'Til You Get Enough, sendo lançadas no álbum compilação Michael in Bossa, que traz as músicas do artista em ritmo de bossa nova.
Participou da Ópera "O Alabê de Jerusalém", de Altay Veloso.

## Discografia
- 2000 — "Cris em Tom maior" — Albatroz/Eldorado
- 2000 — "Grandes canções, clássicos do cinema" — Albatroz/Eldorado
- 2000 — "Nara, uma senhora opinião" — Albatroz/Eldorado
- 2001 — "Filha da pátria" — Independente
- 2002 — "Caminhos cruzados" (Cris Delano canta Newton Mendonça) — Albatroz/Ilha Verde/Ouver Records CD
- 2005 — "Eu e Cris" (Roberto Menescal & Cris Delanno) — Albatroz
- 2006 — "Cris Delanno" — DeckDisc
- 2012 — "Nosso Quintal" (Cris Delanno & Alex Moreira) — Vine Records Japão
- 2014 — "Ensaio" — Batuke music
- 2015 — "Ao Vivo no Beco das Garrafas"
- 2017 — "Now And Forever" Bossa Nova 58
- 2018 — "Bossa is her name" (Cris Delanno & Nelson Faria) — Batuke music[4]
- 2020 — "Parde2" (Cris Delanno & Alex Moreira) — Lab344
- 2021 — "One Can Always Dream... in Bossa "— Batuke Music